# GTO-46
GTO-46 is een type drukpers, gefabriceerd door de Duitse drukpersfabrikant Heidelberger Druckmaschinen.
Door zijn compactheid (maximum drukformaat papier: A3) is de pers een van de meest favoriete werktuigen in kleine drukkerijen.
GTO-46 is het kleinere en oudere broertje van GTO-52 en GTO-DG, gefabriceerd door dezelfde drukpersfabrikant, en de pers wordt gebruikt voor offsetdruk.
De GTO-46 was verkrijgbaar in een eenkleuren-, tweekleuren- en een vierkleuren-variant.